# Sant Pere de l'Arç
|  | Per a altres significats, vegeu «Església de Sant Pere de l'Arç». |

Sant Pere de l'Arç o Sant Pesselaç, és una entitat de població del municipi de Calonge de Segarra, a la comarca de l'Anoia. Al cens del 2023 s'hi comptabilitzaven 17 habitants.

## Descripció
En mig d'una plana fèrtil hi ha un petit nucli format per l'església i un parell de carrers. Algunes de les cases han estat restaurades no fa gaires anys, i hi destaca especialment cal Fusté, del segle XVI-XVII, que conserva el portal adovellat de punt rodó i alguna finestra espitllerada. També cal destacar un pedró-oratori i l'església romànica de Sant Pere de l'Arç. Darrerament s'ha millorat la comunicació a causa de l'asfaltatge de les carreteres adjacents.
L'església, documentada des del 1038 i consagrada el 1147, és una obra romànica molt simple, formada per una sola nau i absis semicircular a llevant i campanar d'espadanya amb doble obertura modificat. La nau rep llum de tots els costats amb finestres de doble esqueixada, coronades amb arc de mig punt adovellats. Conserva en l'absis un fris d'arcuacions cegues extremadament curtes.
Ha sofert diverses remodelacions durant els segles xviii i xix, moment en què possiblement es va construir el campanar amb la seva forma actual. L'absis i part de l'estructura exterior, però, sembla que corresponen a la refecció del segle xii, poc abans de la seva consagració. En l'interior hi ha un retaule barroc, atribuït a Josep de Ribera lamb una creu processional i altres elements de culte.